# Papamosques siberià
El papamosques siberià (Muscicapa sibirica) és una espècie d'ocell de la família dels muscicàpids (Muscicapidae). Té una àmplia distribució a Àsia, on migra cap al sud a l'hivern. El seu estat de conservació es considera de risc mínim.